# Carrer Primer de Maig (Sitges)
El carrer Primer de Maig de Sitges es troba al centre de la vila entre la plaça Indústria i el passeig de la Ribera. El seu nom oficial és "Primer de Maig de 1838", en referència a la data en què Sitges va resistir l'atac d'una partida carlina durant la primera guerra carlina.

## Història
Almenys des dels anys 60 aquest carrer és conegut amb el nom de 'carrer del Pecat'. En temps franquistes era molt complicat trobar oferta d'oci nocturn tant a Catalunya com a la resta d'Espanya i en aquest carrer se n'hi podia trobar concentrada molta. Actualment segueix concentrant gran part de l'ambient nocturn sitgetà.